# Peter Bulík
Peter Bulík (* 13. ledna 1958 Bánovce nad Bebravou) je slovenský pedagog a regionální politik z Bánovců nad Bebravou, po sametové revoluci československý poslanec Sněmovny lidu Federálního shromáždění za HZDS.

## Biografie
Vystudoval Vojenské gymnázium Jana Žižky v Moravské Třebové, v letech 1976–1977 studoval na gymnáziu v Bánovcích nad Bebravou a v letech 1977–1983 absolvoval obor slovenština a výtvarná výchova na Pedagogické fakultě Univerzity Komenského v Trnavě. Pracoval potom jako učitel na Středním odborném učilišti strojírenském v Bánovcích nad Bebravou (od roku 1994 jako jeho ředitel). Napsal prózu Nôž (1994) a sbírku pěti próz Hurá, zomrelo sa! (1997).
Angažoval se i politicky. Po sametové revoluci roku 1989 napsal do regionálního tisku sérii článků o životním prostředí. Oslovilo ho pak hnutí Veřejnost proti násilí a za koalici VPN-Strana zelených byl zvolen (jako nestraník) do městského zastupitelstva v Bánovcích nad Bebravou a členem městské rady. Po rozkladu VPN přešel v roce 1991 k Hnutí za demokratické Slovensko (členem od roku 1991) a ve volbách roku 1992 byl za HZDS zvolen do Sněmovny lidu. Ve Federálním shromáždění setrval do zániku Československa v prosinci 1992.
Po skončení poslaneckého mandátu se vrátil k pedagogické práci na učilišti v Bánovcích, kde od roku 1994 působil jako ředitel. Působí jako městský zastupitel a poslanec za Trenčínský kraj (do krajského zastupitelstva byl opakovaně zvolen v krajských volbách roku 2001, krajských volbách roku 2005 i krajských volbách roku 2009). Coby člen HZDS byl uváděn ještě k roku 2009 (člen okresního předsednictva strany). A ještě v parlamentních volbách roku 2010 neúspěšně za HZDS kandidoval (na 51. místě kandidátní listiny) do Národní rady SR. Později odešel z HZDS a vystupoval jako nezávislý.